# Charles Le Bœuf d'Osmoy
Charles-François-Romain Le Bœuf, comte d'Osmoy, né le 19 août 1827 à Osmoy et mort le 7 décembre 1894 à Bonneville-Aptot, au château, est un homme politique français.

## Biographie
Fils de Charles-Henri Lebœuf (29 novembre 1799 à Sainte-Barbe-sur-Gaillon-28 mars 1862 à Bouquelon), comte d'Osmoy, garde du corps de Charles X, et de Caroline-Geneviève de Guiry, il resta en dehors de la politique sous la monarchie de Juillet, fit représenter quelques pièces à l'Odéon, au Palais-Royal, au Gymnase, et s'occupa du soin de ses propriétés (le château familial au lieu-dit d'Osmoy). Sous le Second Empire, il fonda la ligue d’enseignement populaire dans l'Eure et en devint président. Il côtoie Gustave Flaubert et Louis-Hyacinthe Bouilhet.
En 1862, il fut nommé, en remplacement de son père, conseiller général du canton de Quillebœuf qu'il a toujours représenté depuis lors. Il s'engagea, lors de la guerre franco-allemande de 1870, dans les éclaireurs de la Seine, où il devint capitaine au 1er régiment. Le 8 février 1871, il fut élu représentant de l'Eure à l'Assemblée nationale. Il prit place au centre gauche, parla avec compétence sur les questions de beaux-arts et de théâtre et fut plusieurs fois rapporteur de ce budget spécial. 
Il fut réélu député de l'arrondissement de Pont-Audemer le 20 février suivant. Il reprit sa place à la gauche constitutionnelle et vota, avec les 363, contre l'ordre du jour de confiance demandé par le ministère du 16 mai. Réélu le 14 octobre 1877 après la dissolution de la Chambre, il se prononça pour l'instruction gratuite et obligatoire, pour la protection de l'agriculture, pour la dénonciation des traités de commerce et vit son mandat renouvelé par les électeurs de Pont-Audemer aux élections générales du 21 août 1881. 

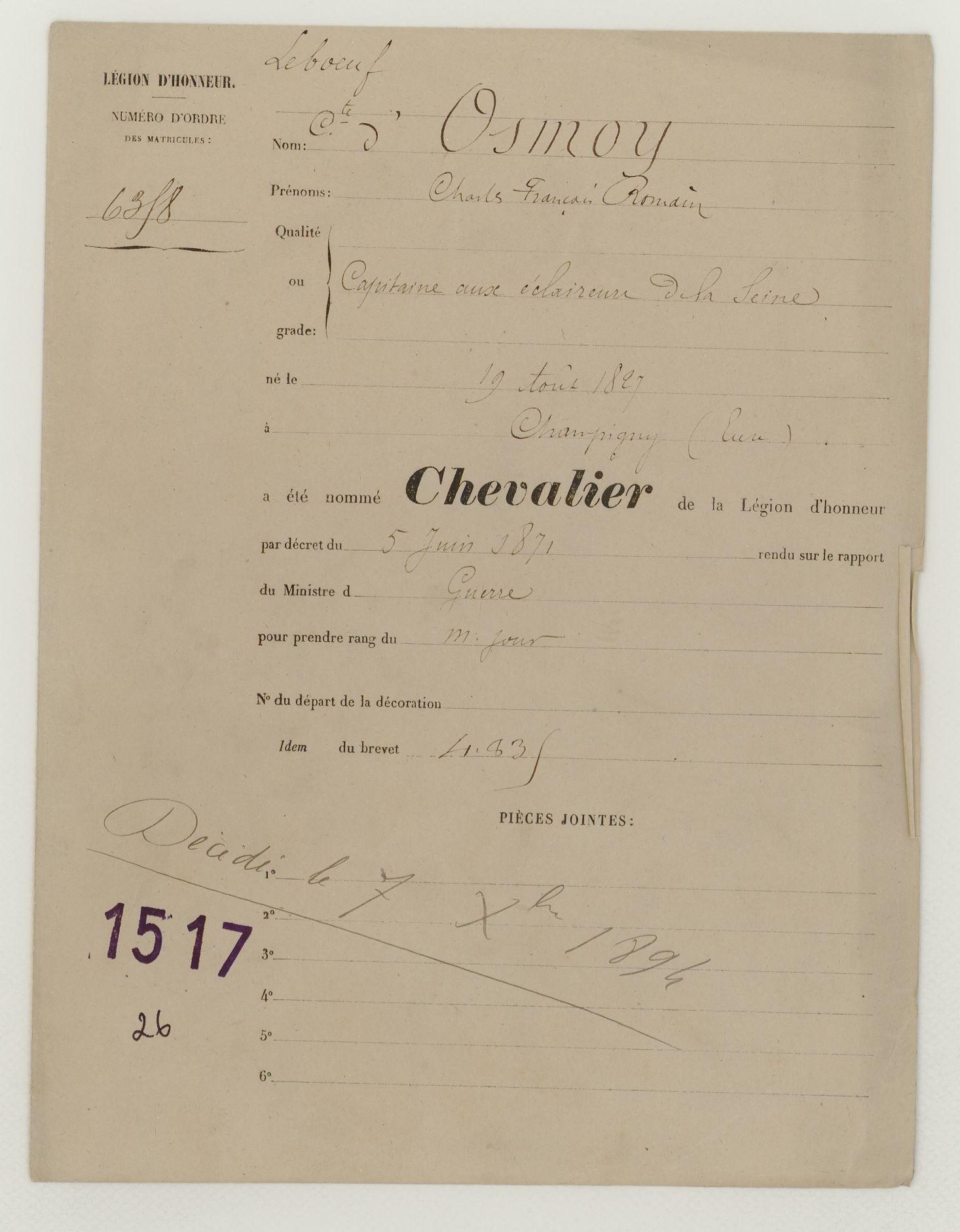
Certificat de l'état de Chevalier de la Légion d'Honneur de Charles d'Osmoy

Candidat sénatorial au renouvellement triennal du 6 janvier 1885, il fut élu sénateur de l'Eure. Le comte d'Osmoy prit place au centre gauche de la Chambre haute, se prononça en juin 1886 contre l'expulsion des princes et vota pour le rétablissement du scrutin d'arrondissement, pour le projet de loi Lisbonne restrictif de la liberté de la presse, pour la procédure à suivre devant le Sénat contre le général Boulanger. 
Membre du jury des salons annuels et de la section des Beaux-Arts aux Expositions, le comte d'Osmoy publie en 1880 un recueil de mélodies. 
Il est le père de Tanneguy d'Osmoy, également député de l'Eure.
Son cousin Alphonse Lebœuf, vicomte d'Osmoy, s'est fixé, lui, à Rouen. Son fils est le promoteur de la sucrerie d'Étrépagny.
Le 5 juin 1871, il est nommé chevalier de la Légion d'honneur par décret du ministre de la guerre.

## Distinctions
- Chevalier de la Légion d'honneur (1871)

## Sources
- « Charles Le Bœuf d'Osmoy », dans Adolphe Robert et Gaston Cougny, Dictionnaire des parlementaires français, Edgar Bourloton, 1889-1891 [détail de l’édition]
- « Charles Le Bœuf d'Osmoy », dans le Dictionnaire des parlementaires français (1889-1940), sous la direction de Jean Jolly, PUF, 1960 [détail de l’édition]